# Manuel Tamayo y Baus
Manuel Tamayo y Baus (Madrid, 16 de setembre del 1829 - 21 de juny del 1898) fou un dramaturg espanyol. Considerat un dels grans dramaturgs de mitjan segle xix i inclòs dins de la tradició realista de l'alta comèdia burgesa.

## Biografia
Fill d'actors (la seva mare va ser la intèrpret Joaquina Baus, primera dama del teatre del Príncipe, i el seu pare, José Tamayo, va ser, a més de primer actor, director d'escena) i parent de dramaturgs i polítics influents, com Antonio Gil y Zárate, que era oncle seu i li va aconseguir un càrrec d'oficial en el Ministeri de Governació. Es va casar, a més, amb una neboda del gran actor Isidoro Máiquez i els seus germans van ser també homes de teatre: Andrés Tamayo va escriure algunes obres i Victorino Tamayo va ser actor i comediògraf.
Els seus primers anys de vida van transcórrer viatjant amb la companyia de teatre a la qual pertanyien els seus pares. Els seus primers passos van ser donats dins d'un Romanticisme que ja començava a periclitar, però a poc a poc va progressar cap al Realisme i l'alta comèdia, enllaçant amb la comèdia neoclàssica de Leandro Fernández de Moratín, Manuel Bretón de los Herreros i Ventura de la Vega. Al seus inicis auxilià Benet de Llança i d'Esquivel, duc de Solferino, en l'elaboració del seu drama romàntic Centellas y Moncadas (editat per la impremta Freixas de Barcelona, 1850).
El seu discurs d'ingrés en la Reial Acadèmia Espanyola, La verdad considerada como fuente de belleza en literatura dramática (1859) marca el punt d'inflexió entre ambdues estètiques. Comença fent adaptacions, com la que va titular Juana de Arco (1847), sobre La donzella d'Orleans de Schiller, un dels seus autors de referència, o imitacions més o menys clares, com Una aventura de Richelieu, que s'inspira en Alexandre Dumas. Es dona a conèixer amb la tragèdia Virginia (estrenada el 8 de desembre de 1853). Com les obres homònimes de Vittorio Alfieri i Agustín de Montiano y Luyando, representa l'abús de Claudio sobre Virgínia, el pare del qual la sacrifica per allunyar-la d'aquell; es conserven diverses redaccions d'aquesta tragèdia. Va triomfar amb La rica hembra (1854), i amb Locura de amor (representada el 12 de gener de 1855), un drama històric sobre la gelosa reina Joana la Boja i el seu marit Felip el Bell que mostra l'influx del dramaturg alemany Friedrich Schiller i va ser portada al cinema per Juan de Orduña i interpretada per Aurora Bautista. Quan el seu amor xoca amb els interessos de l'Estat, els nobles li demanen que defensi Castella enfront del seu marit. Mort aquest, ella el plora i mostra un amor veritable, aliè a la raó d'Estat. Obres posteriors, com La bola de nieve (1856) situen a Tamayo en l'alta comèdia del realisme a l'estil de Adelardo López de Ayala i Ventura de la Vega. És nomenat cap de la biblioteca de l'Institut San Isidro de Madrid. En 1858 fou escollit membre de la Reial Acadèmia Espanyola. La seva obra més famosa va ser Un drama nuevo (representat el 4 de maig de 1867), inspirat en el teatre de Shakespeare, i on mescla amb geni el tema del teatre dins del teatre amb el de l'adulteri. El còmic Yorick representa una tragèdia sobre Manfred i l'envejós Walton li revela que la seva dona estima Edmon i ho prova durant l'actuació de Yorick. Aquest confon drama i realitat i mata Manfred -interpretat per Edmon- mentre Shakespeare elimina Walton. En 1870, arran del fracàs del seu drama Los hombres de bien, va decidir renunciar a l'escriptura i centrar la seva vida en altres activitats, ja que va ser nomenat Secretari perpetu de la Reial Acadèmia Espanyola (1874) i director de la Biblioteca Nacional (1884) i del cos d'arxivers, succeint Jenaro Alenda. Havia compost ja més de cinquanta peces dramàtiques.
Les seves restes es troben en el cementiri de San Justo de Madrid, trobant-se la seva tomba en l'abandó més complet.

## Idees polítiques
Manuel Tamayo va pertànyer en la seva joventut al grup catòlic (anomenat pejorativament neocatòlic) que dirigia l'orador i erudit Cándido Nocedal, i va passar amb ell, després de la Revolució de Setembre, al camp carlista, figurant després en la Junta Central Tradicionalista que presidia Nocedal. Tamayo va ser candidat carlista a diputat per Santo Domingo de la Calzada en 1871 i per Cervera en 1872.

## Obra dramàtica
- El seis de agosto, o España sin honra, (1848).
- Fernando el pescador, o Málaga y los franceses, drama en 3 actes i 10 quadres, (1850).
- Una apuesta, comèdia en 1 acte, arranjada a l'escena espanyola, (1851).
- Ángela, drama en 5 actes i en prosa, (1852).
- Virginia, tragedia en 5 actos, (1853).
- Don Simplicio Bobadilla, sarsuela de màgia en 3 actes i 14 quadres, escrita en col·laboració amb Victorino Tamayo i música de Francisco Asenjo Barbieri i José Inzenga.
- El castillo de Balsaín, drama en 3 actes, (1854).
- La locura de amor, drama en 5 actos, (1855).
- Hija y madre, drama en 3 actes, (1855).
- A escape, comèdia en 3 actes, arranjada del francès, (1855).
- La bola de nieve, drama en 3 actes, (1856).
- Lo positivo, (1862).
- Lances de honor, (1863).
- Del dicho al hecho, proverbi en 3 actes, (1863).
- Un drama nuevo, drama en 3 actes, (1867).
- Los hombres de bien, (1870).
- Juana de Arco, drama històrico
- Más vale maña que fuerza